# Sebastian Moga
Ioan Sebastian Moga (Beszterce, 1971. december 18. –) román válogatott labdarúgó.

## Mérkőzései a román válogatottban
| #  | Dátum               | Ellenfél                  | Eredmény | Kiírás              | Esemény |
| -- | ------------------- | ------------------------- | -------- | ------------------- | ------- |
| 1. | 1991. május 22.     | Norvégia                  | 0 – 1    | barátságos mérkőzés | 53'     |
| 2. | 1991. augusztus 28. | Amerikai Egyesült Államok | 0 – 2    | barátságos mérkőzés | 46'     |
| 3. | 1992. február 12.   | Görögország               | 0 – 1    | barátságos mérkőzés | 46'     |
| 4. | 1992. április 8.    | Lettország                | 2 – 0    | barátságos mérkőzés | 62'     |